# Cazadora (F-35)
La Cazadora (F-35) fue una corbeta, quinta unidad de la clase Descubierta de la Armada Española, que desde el año 2000 hasta el 26 de abril de 2018 prestó sus servicios como patrullero de altura.

## Construcción
Su quilla fue puesta sobre las gradas de los astilleros de la empresa nacional Bazán de Ferrol el 14 de diciembre de 1977, desde donde fue botada al agua el 17 de octubre de 1978. Una vez concluidas las obras, fue entregada a la Armada el 20 de julio de 1981, tras lo cual pasó a formar parte de la 21.ª Escuadrilla de Escoltas con base en Cartagena al igual que las demás unidades de su clase.
La Cazadora es un buque de diseño español, que se realizó aprovechando el conocimiento tecnológico que dejó en la empresa nacional Bazán (actualmente Navantia) la construcción de las corbetas de diseño alemán de la clase João Coutinho para la marina portuguesa.
La Cazadora contaba con una importante capacidad de lucha antisuperficie, similar o superior a la de casi todas las fragatas en servicio en el mundo en su época hasta su transformación en patrullero en el año 2000; desde entonces añade a su inventario 3 RHIB; 1 Valiant 750 y 2 Zodiac Mk5.

## Historial

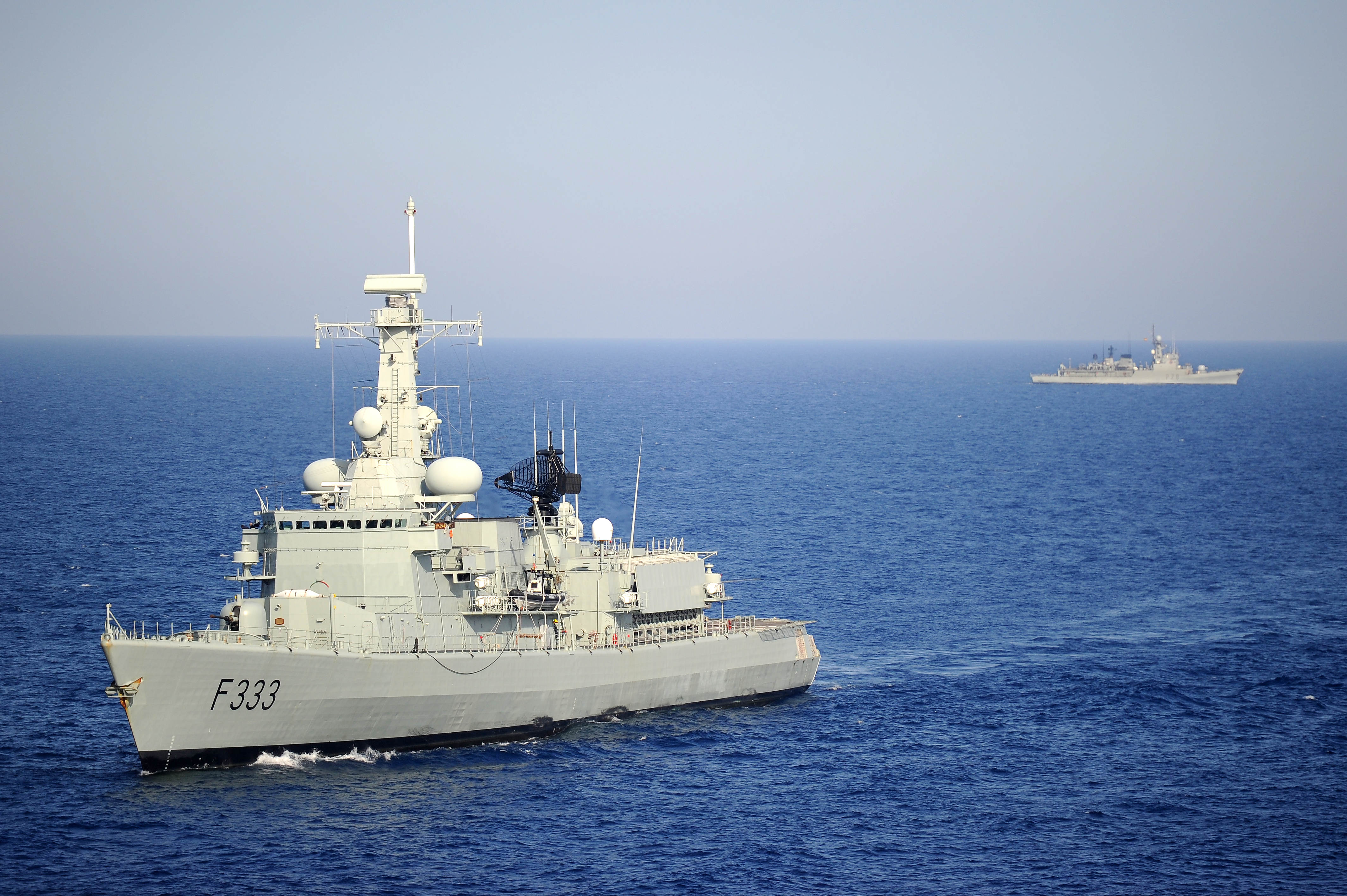
La Cazadora en el año 2010.

En junio de 1982, se vio envuelta en un incidente con un submarino británico, al que detectó cruzando el Estrecho sumergido, incumpliendo los acuerdos internacionales que obligan a cruzarlo en superficie.
En 1990 fue enviada al Golfo Pérsico junto con la fragata Santa María y la corbeta Descubierta tras la invasión de Kuwait por parte de Irak, en misión de vigilancia y bloqueo cumpliendo mandato de la ONU. Tras el incidente del islote de Perejil, fue destinada a Melilla por algún tiempo.
En el año 2003, participó en las que fueron sus últimas maniobras con la catalogación de corbeta, Ejercicio Gruflex '03 en las cercanías de Rota, junto a otras 15 unidades de la Armada Española, entre las que se encontraban los dos buques de la clase Galicia, los dos de la clase Pizarro, las fragatas Santa María, Numancia, Baleares y Extremadura y las corbetas Infanta Elena y Vencedora.
El 13 de enero de 2004 cambió su numeral F-35 por el P-78, y quedó reclasificado como patrullero de altura. Desde entonces, tiene su base en Las Palmas, desde donde ha participado en operaciones contra el tráfico de estupefacientes, rescate y lucha contra la inmigración ilegal.
Ha realizado diversas misiones de paz: en 2007 fue enviada a la operación Active Endeavour, donde llevó a cabo una misión de patrulla y vigilancia del tráfico marítimo, efectuando abordajes a diversos barcos con una dotación de infantería de marina perteneciente a la USCAN. Durante esta operación se llevaron a cabo diversas patrullas en las costas de Siria, Grecia y Turquía. En 2008 fue enviada a aguas del Líbano durante tres meses dentro de la operación UNIFIL (Fuerza Interina de Naciones Unidas en Líbano), formada por unidades de España, Francia, Italia y Portugal, en el marco de las resoluciones de las Naciones Unidas 1707 y 1832
En mayo de 2010, participó junto a buques de Estados Unidos, Italia, España, Portugal, Grecia, Turquía, Marruecos y Argelia en los ejercicios ‘Phoenix Express 2010’, en aguas del Mediterráneo central.
El 9 de octubre de 2011, zarpó de su base en las Palmas de Gran Canaria para participar en la formación en materia de seguridad marítima, ejercicios bilaterales y actividades de representación en aguas de Mauritania, Senegal, Benín, Camerún, Gabón, Ghana y Guinea Conakry, realizando escala en Dakar entre el 17 y el 19 de octubre, en Cotonú (Benín) entre el 27 y el 30 de octubre, zarpando posteriormente hasta Douala, Camerún de donde zarpó el 3 de noviembre, entrando en puerto en Praia, Cabo Verde el 1 de diciembre de 2011, Regresando a su base en el Arsenal de Las Palmas el 10 de diciembre de 2011.
El 25 de junio de 2012, cambió su base del Arsenal de Las Palmas, por la de Cartagena, base que la había acogido antes de su transformación en patrullero. El 3 de octubre, se adentró en aguas reclamadas por la colonia de Gibraltar, dentro de las tensiones diplomáticas con la colonia de 2013. Entre el 21 y el 25 de octubre participó en las mainobras Cartago 2013 orientadas al empleo de medios y procedimientos de salvamento y rescate de submarinos, con la participación además de la Cazadora, del submarino Galerna, el cazaminas Segura y el buque de apoyo a submarinistasNeptuno, además de los buques del SASEMAR Clara Campoamor, Salvamar Mimosa.
El 13 de octubre de 2014 interceptó una patera con 15 inmigrantes en el mar de Alborán. El 19 de enero de 2016 participó en el rescate de 23 inmigrantes que viajaban a bordo de una patera cerca de la isla de Alborán.    El 25 de octubre de este mismo año fue desplegada para vigilar los movimientos de una agrupación naval de la Armada rusa, encabezada por el Portaaviones Almirante Kuznetsov y compuesta por numerosos buques, en su paso por aguas españolas hasta el Mediterráneo.
El 11 de diciembre de 2016 participó en el rescate de 55 inmigrantes al sur de la isla de Alborán a unas 13 millas de Marruecos. En enero de 2017 realizó el seguimiento del Portaaviones Almirante Kuznetsov en el  en su retorno desde su despliegue frente a las costas de Siria con rumbo a su zona de despliegue habitual en Severomorsk.
Fue dada de baja en el arsenal de Cartagena el 26 de abril de 2018 quedando a la espera de destino. En 2020 comenzó su desguace en Escombreras durante el cual, en noviembre de 2020,  parte de su casco que aún quedaba por desguazar, se hundió a 30 m de profundidad.

### Buques de la clase
- Armada Española
  -  Descubierta (F-31)
  -  Diana (F-32)
  -  Infanta Elena (F-33)
  -  Infanta Cristina (F-34)
  -  Vencedora (F-36)
- Marina Real Marroquí
  -  Teniente Coronel Errahmani (F-501)
- Marina egipcia
  -  El Suez (F-941)
  -  El Aboukir (F-946)

### Buques similares
- Clase João Coutinho